# کدهای پستی در ارمنستان

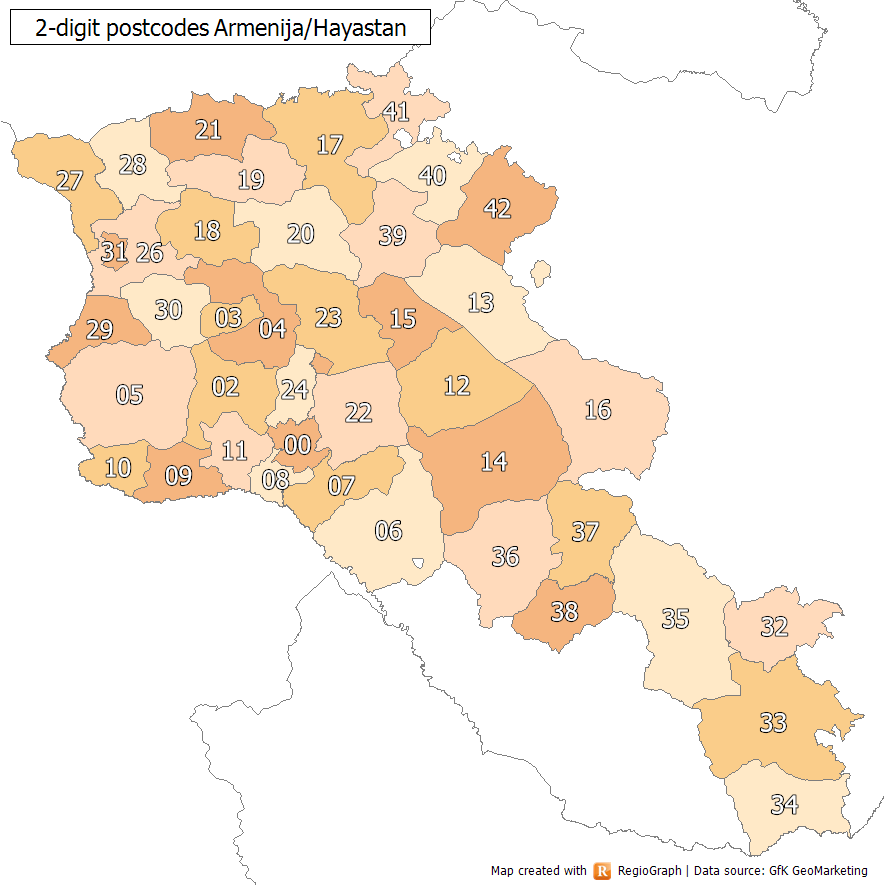
2-digit postcode areas Armenia(defined through the first two postcode digits)

کدهای پستی در ارمنستان شامل چهار رقم می‌باشد. تا تاریخ ۱ آوریل ۲۰۰۶ این کدها، شامل شش رقم می‌شد. برای نمونه کد پستی وزارت خارجه ایروان 375010 بود و هم اکنون ایروان 0010 می‌باشد.